# 上海公交隧道五线
隧道五线是上海市曾经运营的一条公交线路。线路途径穿越黄浦江水下的延安东路隧道，是中国第一条通过水下隧道的无轨电车线路。
本线路最初由上海一电公司于1990年4月30日开线。运营终点站分别为淡水路至梅园新村。后线路由梅园新村延伸至南泉新村。1996年8月31日，隧道五线改为使用汽车运营。2005年8月，隧道五线全线撤销。
隧道五线的开通，缓解了当时浦西与浦东之间的大客流。水下隧道内运营无轨电车也是通过一系列技术改进而得以实现。